# Аксентьево (Никольский район)
Аксентьево — деревня в Никольском районе Вологодской области.
Входит в состав Краснополянского сельского поселения, с точки зрения административно-территориального деления — в Краснополянский сельсовет.
Расстояние до районного центра Никольска по автодороге — 3 км. Ближайшие населённые пункты — Соколово, Мелентьево, Коныгино, Никольск.
По переписи 2002 года население — 124 человека (60 мужчин, 64 женщины). Всё население — русские.